# INSAT-2B
O INSAT-2B foi um satélite de comunicação e meteorológico geoestacionário indiano da série INSAT que esteve localizado na posição orbital de 93,5 graus longitude leste, ele foi construído e também era operado pela Organização Indiana de Pesquisa Espacial (ISRO). O satélite foi baseado na plataforma Insat-2/-3 Bus e sua expectativa de vida útil era de 7 anos. O mesmo foi desativado em 07 de novembro de 2000 após sofrer uma falha no dia 03 de novembro do mesmo ano.

## História
O INSAT-2B juntamente com o INSAT-2A fazia parte de uma série de dois satélites construídos pela ISRO. Eram satélites multiuso para telecomunicações, transmissão de televisão e serviços meteorológicos.
Ele tinha 12 transponders operacionais em frequência normal de banda C e 6 de banda C estendidos na parte inferior. Sete dos transponders normais de banda C tinha cobertura de feixe largo e os restantes tinham coberturas zonais.
Para a meteorologia, ele apresentava um Very High Resolution Radiometer (VHRR) com resolução de 2 km na banda visível e 8 km de resolução em banda de vapor de água. Charge Coupled Device (CCD) da câmera operando no visível, faixa do infravermelho próximo e infravermelho de ondas curtas com resolução de 1 km.
O INSAT 2B era um satélite multiuso que forneceu os seguintes serviços para a Índia: comunicações domésticas de longo alcance, a observação meteorológica terra e serviços de coleta de dados, transmissão de TV via satélite direto para receptores de TVs comunitárias em áreas rurais e remotas, rádio e TV distribuição do programa, pesquisa auxiliada por satélite e serviços de resgate.

## Lançamento
O satélite foi lançado com sucesso ao espaço no dia 22 de julho de 1993, por meio de um veículo Ariane-44L H10+ a partir do Centro Espacial de Kourou, na Guiana Francesa, juntamente com o satélite Hispasat 1B. Ele tinha uma massa de lançamento de 1 906 kg.

## Fim da missão
O satélite parou de funcionar em 07 de novembro de 2000. Primeiro ele falhou em 03 de novembro de 2000, voltando a funcionar novamente poucos dias depois. Como isso podia acontecer novamente, ele foi desativado.